# دو هفته برای زندگی
دو هفته برای زندگی (انگلیسی: Two Weeks to Live) یک فیلم به کارگردانی مالکوم سنت کلیر است که در سال ۱۹۴۳ منتشر شد.